# Sinatra pacificus
Sinatra é um género monotípico de vespas pertencentes à família Figitidae. A sua única espécie é Sinatra pacificus.